# Mysterieuse

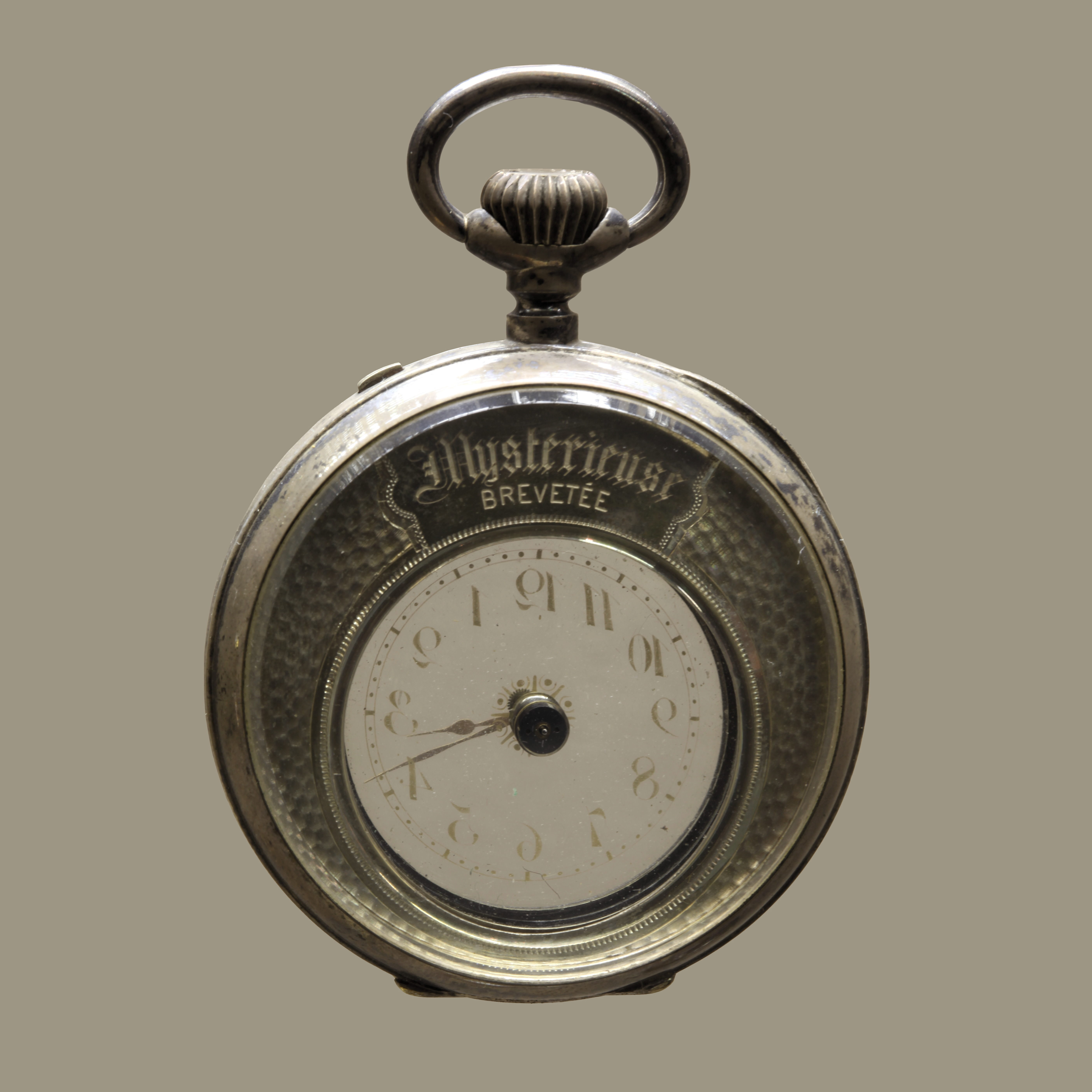
Mysterieuse mit im Rahmen verborgenen Uhrwerk

Mysterieuse (franz. geheimnisvoll) ist eine Stutzuhr in verschiedenen Ausführungen mit zunächst nicht erkennbarem Antrieb der Zeiger oder des Pendels. Die meist sehr kleinen Werke dieser Uhren sind geschickt versteckt angebracht, so zum Beispiel in einem Zeiger oder am Rand des Gehäuses. Solche Art der Uhren hat oft ein durchsichtiges Zifferblatt aus Glas. Die Mysterieuse waren im 19. Jahrhundert sehr beliebt.

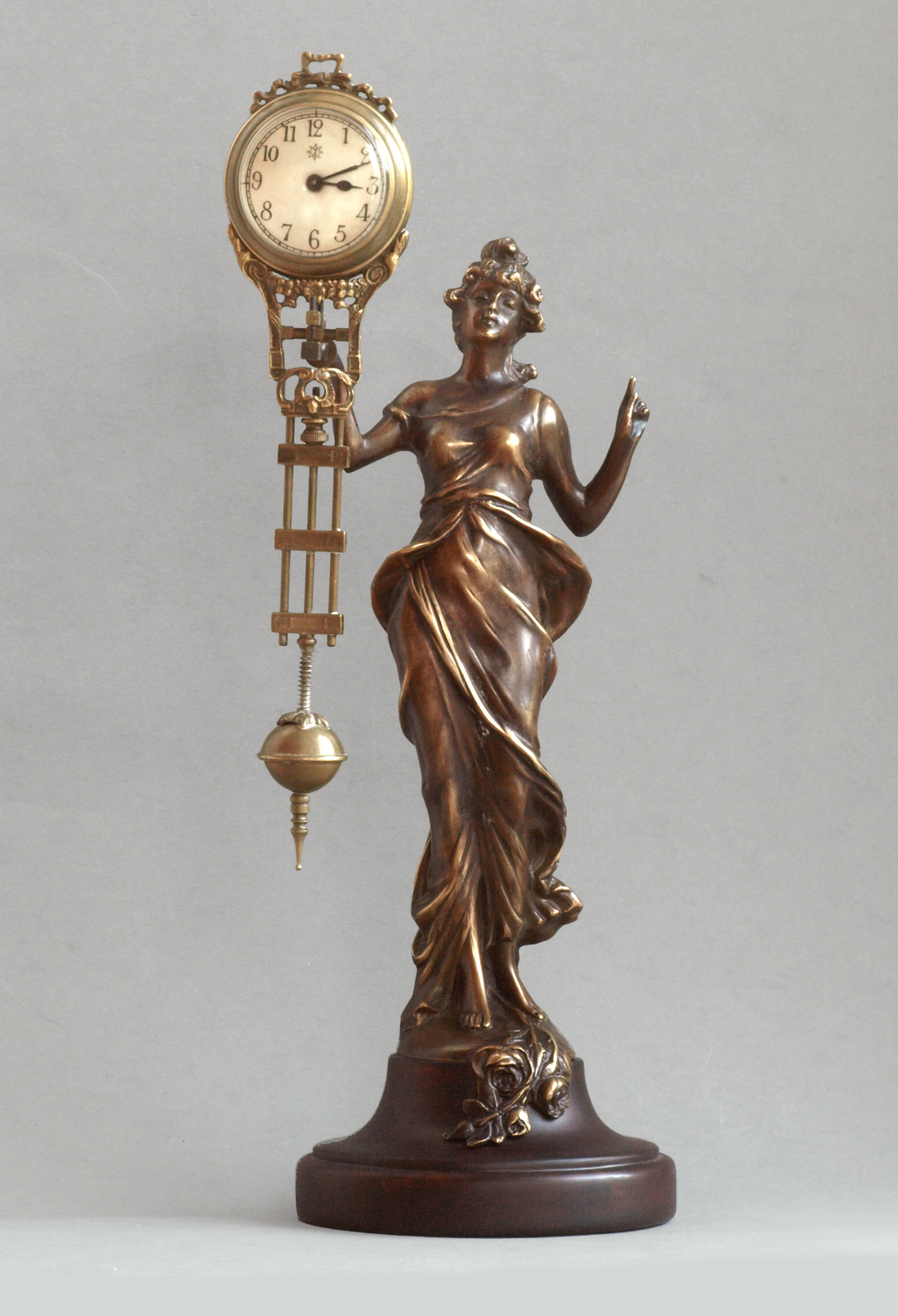
Schwingpendeluhr von Junghans etwa 1895

Eine weitere bekannte Bauform, bei der Uhr und Pendel eine bauliche Einheit bilden, ist die „Schwingpendeluhr“, die unter anderem von der Firma Junghans hergestellt wurde. Junghans bot die Uhr mit unterschiedlichen Sockeln an: Es gab einen Elefanten, einen Hirtenjungen und zwei unterschiedliche junge Damen. Diese Metallfiguren tragen die Auflagepunkte, auf denen die ganze Pendeluhr schwingt. Die Uhren wurden in der Zeit von 1890 bis 1910 hergestellt.